# Thomas a Kempis College
Het Thomas a Kempis College (vroeger: Thomas a Kempis Lyceum) is een rooms-katholieke middelbare school te Zwolle, vernoemd naar de monnik, kopiist, schrijver en mysticus Thomas a Kempis. De school heeft afdelingen voor Gymnasium, atheneum, havo en vmbo-tl (mavo).

## Geschiedenis
In 1949 richtten enkele katholieke inwoners van Zwolle de Geert Grote Stichting op om een rooms-katholieke middelbare school in Zwolle te vestigen. Om verwarring te voorkomen werd de naam in 1950 veranderd in Thomas a Kempis Stichting.
Het gebouw van het Thomas a Kempis College Centrum (aan de Schuurmanstraat) werd ontworpen door de Zwolse architect P.A. Lankhorst en is een typisch voorbeeld van "wederopbouwarchitectuur".
In september 1950 begon men met 26 leerlingen. Voor de naam lyceum werd gekozen in 1955, waardoor men in 1957 een gymnasiumafdeling kon toevoegen. De officiële naam Thomas a Kempislyceum raakte snel ingeburgerd.
In 1963 werd een MMS-afdeling toegevoegd. Toen in 1968 de Mammoetwet in werking trad, werd de school een scholengemeenschap met gymnasium, atheneum en havo en telde zij met circa 575 leerlingen.
In 1970 fuseerde zij met de Sint Antonius en Sint Theresiamavo, die al lang een mulo hadden. Zo kreeg de school er een mavo-afdeling en circa 600 leerlingen bij.
In de jaren tachtig van de vorige eeuw veranderde de naam in Thomas a Kempis College en met die naam fuseerde zij in 1993 met De Landstede, waarin al scholen voor lager beroepsonderwijs waren opgenomen.
In 2012 werd de school door NOC*NSF en de Koninklijke Vereniging van leraren Lichamelijke Opvoeding (KVLO)  tot sportiefste VO-school van Nederland verkozen.

## LOOT-school
Het Thomas a Kempis College is een van de 29 LOOT-scholen die Nederland rijk is.

## Vestigingen

##### Centrum
Op deze vestiging wordt onderwijs van de eerste twee leerjaren gegeven voor Gymnasium, atheneum, havo en vmbo-tl. Vanaf het derde jaar volgen gymnasium, athenaeum, havo en theoretische leerweg (vmbo) het onderwijs op deze locatie. Sinds het schooljaar 2014/2015 worden basis- en kaderberoepsgerichte leerweg op Talentstad gegeven, voorheen werden de eerste twee leerjaren van deze niveaus tevens op locatie centrum gegeven. 

##### Pro & Pro+
Op deze vestiging worden Praktijk Onderwijs en Praktijk Onderwijs Plus gegeven. Deze vestiging was voorheen onderdeel van De Schalm, destijds een school voor speciaal onderwijs voor vier- tot zestienjarigen.

## Voormalige afdelingen

##### TalentStad
TalentStad is een vmbo-school voortgekomen uit een clustering van de vmbo-afdelingen van diverse christelijke Zwolse scholen. (TaK, CCC en Meander)
TalentStad locatie Rieteweg heette vroeger 'Noord', maar is nu geen onderdeel meer van TAKC.

##### JenaXL
JenaXL is de voormalige vestiging 'zuid', nu een middelbare school voor jenaplanonderwijs. Deze in principe nieuwe school werd heropend in augustus 2009, en liet eerst alleen eerste- en tweedejaars toe. Ieder jaar komen er nieuwe leerlingen bij en groeit de school door naar de derde- en vierdejaars. De school maakt ieder jaar een hoge stijging mee.